# دونوفان فينتر
دونوفان فينتر (بالإنجليزية: Donovan Winter)‏ هو مخرج بريطاني، ولد في 1933، وتوفي في 6 فبراير 2015.

## وصلات خارجية
- دونوفان فينتر على موقع IMDb (الإنجليزية)
- دونوفان فينتر على موقع أول موفي (الإنجليزية)
- دونوفان فينتر على موقع قاعدة بيانات الأفلام السويدية (السويدية)
- دونوفان فينتر على موقع قاعدة بيانات الفيلم (الإنجليزية)
- دونوفان فينتر على موقع كينوبويسك (الروسية)